# Flagge Lesothos
Die Flagge Lesothos wurde am 4. Oktober 2006 offiziell eingeführt. Es gab zwei Vorgängerflaggen. Ihre gegenwärtige Form wurde anlässlich des 40. Jahrestages der Unabhängigkeit des Landes angenommen.

## Beschreibung und Bedeutung
Die Nationalflagge ist horizontal in Blau, Weiß und Grün gestreift. Sie haben ein Breitenverhältnis von 3:4:3. Der weiße Streifen ist belegt mit einem stilisierten schwarzen Mokorotlo, eine herkömmliche Basotho-Kopfbedeckung, die der Form des Berges Qiloane nachempfunden worden sein soll.
Die Bedeutungen der Farben wurden von der Vorgängerflagge übernommen, auch wenn die Farbtöne geändert wurden. Sie basieren auf dem Wahlspruch des Landes: Weiß steht für Frieden (Khotso),
Blau symbolisiert den Regen (Pula), und Grün steht für Wohlstand (Nala).

## Geschichte
Die Nationalflagge hat seit der Unabhängigkeit vom 4. Oktober 1966 mehrere Änderungen erfahren. Die erste Flagge, die am 30. September 1966 vorgestellt wurde, übernahm die Farben der Basotho National Party und zeigte einen Mokorotlo. Die Breite der Streifen hatte ein Verhältnis von 1:1:8. Nach einem Militärputsch, welcher die herrschende Basotho National Party ablöste, wurde am 17. Januar 1987 eine neue Flagge eingeführt. Das hellbraune Emblem zeigte einen traditionellen Sotho-Schild vor Waffen aus dem 19. Jahrhundert, einem Assegai-Speer und einer Kierrie-Streitkeule.

2:3 Basotho National Party
2:3   Nationalflagge, 1966 bis 1987
2:3 Nationalflagge, 1987 bis 2006

## Königliche Flagge
Die Flagge des Königs folgte den Veränderungen der Nationalflagge. Sie zeigte aber immer das Wappen Lesothos.

2:3  Königliche Flagge, 1966 bis 1987
2:3  Königliche Flagge, 1987 bis 2006
2:3 Königliche Flagge, seit 2006